# Lago Consecon
Il lago Consecon è un lago situato nella provincia dell'Ontario in Canada. Situato nella contea di Prince Edward nei pressi della cittadina di Consecon, il lago si trova non lontano dal ben più grande lago Ontario e a circa 180 chilometri a est di Toronto. Si estende per 1,9 chilometri in larghezza nella direzione nord-sud e per 4,3 chilometri in lunghezza in direzione est-ovest presentando una superficie di 4,34 km².